# پیر پالان‌دوز
شیخ محمد کارندهی مشهور به عارف و پیر پالان‌دوز، درویشی بود که در روستای کارده(کارنده ‌قدیم) در دامنه های رشته کوه هزار مسجد در شمال شرقی ایران از توابع کلات نادری خراسان زاده شد. او سپس به شهر مشهد رفت و تا پایان عمر، در این شهر زندگی کرد. او بیست و هفتمین قطب سلسله ذهبیه است.

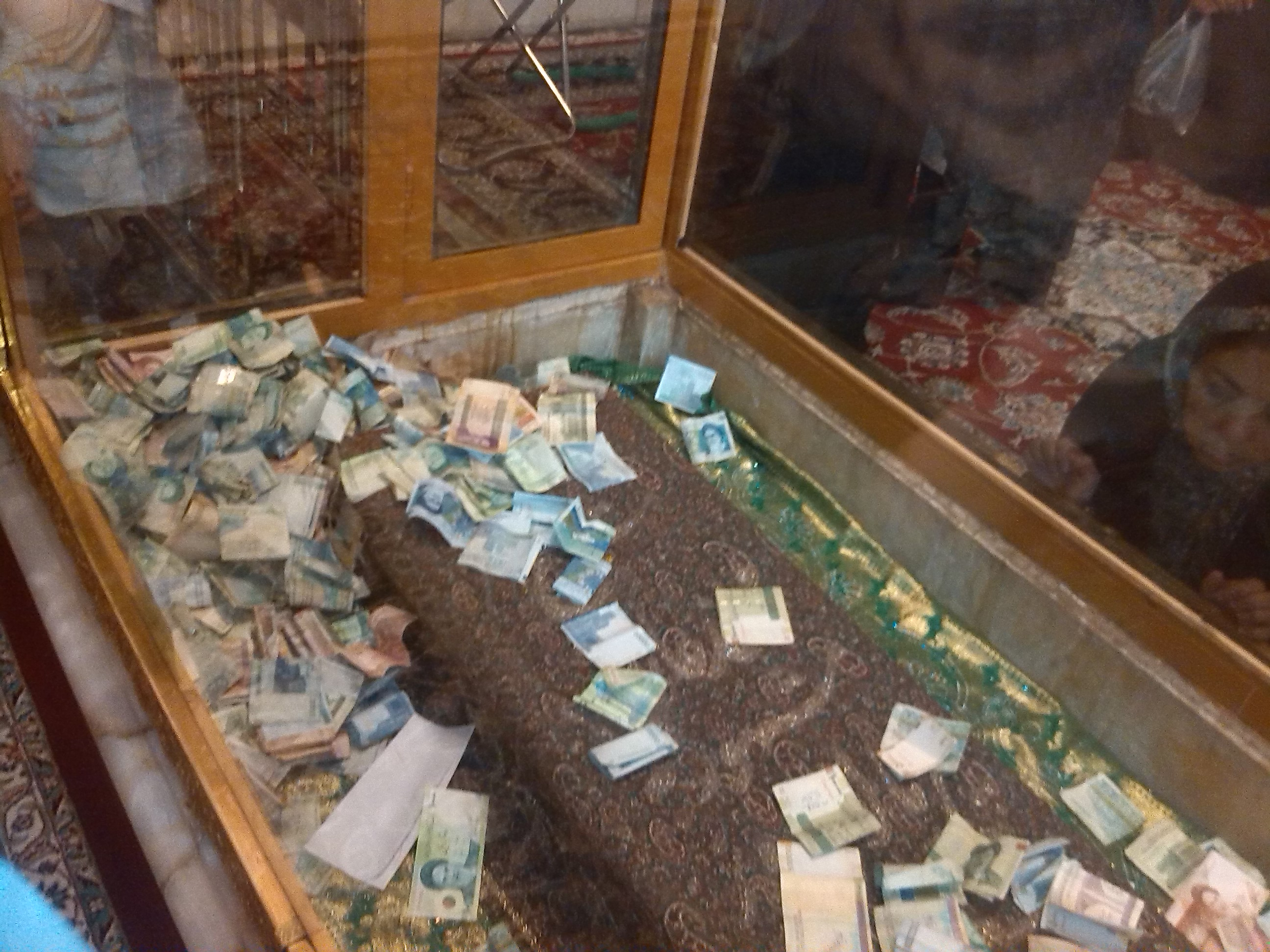
نمای درونی آرامگاه پیر پالاندوز قطب سلسله ذهبیه

از تحصیلات و سلوک او اطلاعاتی در دسترس نیست اما از آنچه خلیفه چهارم در حق او سروده، معلوم می‌شود سواد به معنای متعارف نداشته و به همین دلیل، رساله یا کتابی تألیف نکرده و حتی در زمان حیات خود، به‌دلیل کثرت مدعیان ارشاد و عرفان از این‌که بر مسند ارشاد بنشیند سر باز زده و به کسب پرداخته تا در واقعه‌ها و مکاشفات گوناگون او را امر به ارشاد کنند. 
در یک مکاشفه وقتی او مأمور به، ارشاد می‌شود در جواب می‌گوید من سواد ندارم و در جواب به او می‌گویند: بار دیگر گفتنش کای شیخ عصر، ما نخواهیم از تو هیچ از نظم و نثر
وی برای آن‌ که جانشینی تربیت کند، خانقاهی می‌سازد که افراد با استعداد و سلاک را جذب کند. این خانقاه تا زمان سید سید قطب‌الدین محمد نیریزی دایر بود.
او که از تاثیر گزاران بر کسانی چون شیخ بهائی و میر داماد بود، توانست مریدانی مانند شیخ محمد مؤمن (مدفون در گنبد سبز مشهد) تربیت کند که شیخ مؤمن هم شیخ بهایی و ملاحسن فیض کاشانی را تربیت می‌کند و شیخ بهایی هم علامه مجلسی اول و دوم را تربیت می‌کند اما محمد کارندهی به هدف خود که تربیت جانشین بود نرسیده بود تا این که در مناجاتی که زیر بقعه رضوی، داشت خواهرزاده هجده ساله‌اش، شیخ حاتم زراوندی، را به وی معرفی می‌کند و مشغول به تربیت وی می‌شود و او را جانشین خود اعلام می‌کند.
پس از درگذشت شیخ محمد کارندهی، خلیفه و خواهرزاده‌اش، شیخ حاتم زراوندی، بقعه و بارگاهی بر مزار وی ساخت و خود شیخ حاتم زراوندی هم در همین بقعه کنار استادش شیخ محمد کارندهی بعد از وفات دفن شد. او در حرم مقدس علی ابن موسی الرضا به خاک سپرده شد.